# Buzi (rivier)
De Buzi is een rivier in zuidelijk Afrika. De oorsprong is in Zimbabwe, maar het grootste deel van de rivier ligt in centraal Mozambique. De rivier stroomt door de provincies Manica en Sofala en mondt uit bij de stad Beira in de Indische Oceaan.
De Buzi heeft een lengte van circa 250 kilometer en heeft haar bron in Zimbabwe. Ten noorden van de rivier ligt het stroomgebied van de Pungwe rivier en ten zuiden grenst het aan die van de Save. De rivier krijgt haar water uit een gebied van circa 29.000 km2, waarvan ongeveer 13% in Zimbabwe ligt. Jaarlijks valt ongeveer 1.800 millimeter neerslag in de bergen in het westen en ongeveer 1.000 mm in de kustvlakte. Het begin van de rivier ligt op een hoogte van 1.800 meter en daalt snel naar circa 600 meter bij de Chicamba dam. Op zo’n 70 kilometer landinwaarts komt de Revue rivier erbij en dan ligt de Buzi nog ongeveer 80 meter boven de zeespiegel. Belangrijke zijrivieren zijn de Revue en Lucite.
In de Revue rivier liggen twee dammen voor de productie van elektriciteit. De Chicamba waterkrachtcentrale werd in 1956 gebouwd en ligt 625 meter boven de zeespiegel. De centrale is in handen van het nationale nutsbedrijf Electricidade de Moçambique die de productie van de twee turbines met een totale capaciteit van 19 MW vooral verkoopt aan klanten in centraal Mozambique maar ook aan afnemers in Zimbabwe. Het stuwmeer heeft een oppervlakte van 120 km2 en dient ook voor de productie van drinkwater en voor irrigatie. Meer stroomafwaarts ligt nog de kleinere Mavuzi waterkrachtcentrale van dezelfde eigenaar. De oevers van de Revue rivier zijn goed ontwikkeld, er wordt veel suikerriet, mais, mango en bananen verbouwd. Deze landbouwproducten komen ook voor langs de Lucite rivier, maar hier is de ontwikkeling minder ver gevorderd. Er liggen ook geen dammen in deze laatste rivier.
De ontwikkeling bij de Buzi rivier is het minst gevorderd. Grote gebieden zijn moeilijk toegankelijk al liggen er twee steden aan de oevers, Chibabava in Mozambique en Chipinge in Zimbabwe. Er zijn vooral kleine boerderijen die nauwelijks gebruik van irrigatietechnieken.
- Virtual International Authority File: 315144787